# Technische Adviescommissie voor de Waterkeringen

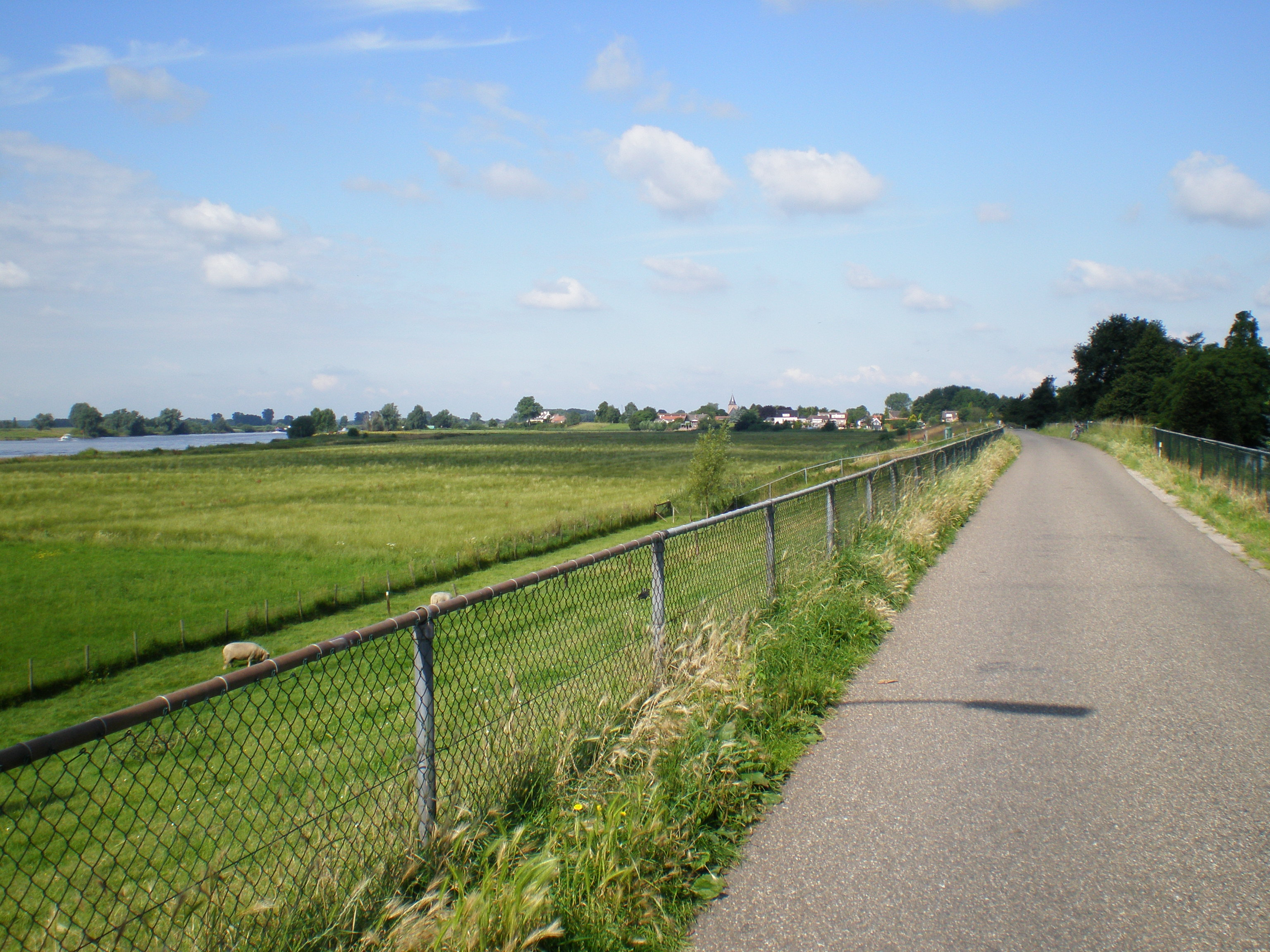
Dijk bij Ammerzoden

De Technische Adviescommissie voor de Waterkeringen (31 mei 1965 - 2005) werd 31 mei 1965 opgericht mede naar aanleiding van de doorbraak van een kade bij Tuindorp Oostzaan (14 januari 1960). De commissie moest onderzoeken hoe het met de Nederlandse dijken gesteld was, en hoe de beveiliging van Nederland tegen overstromingen zou kunnen worden verbeterd. Veertig jaar na de oprichting is de TAW begin 2005 overgegaan in het Expertise Netwerk Waterveiligheid (ENW).
De taak van de TAW was de minister gevraagd of ongevraagd te adviseren omtrent alle technisch-wetenschappelijke aspecten die van belang kunnen zijn voor
- de veiligheid van door waterkeringen beschermde gebieden;
- doelmatig ontwerpen, beheren en onderhouden.

De TAW heeft verschillende technische rapporten, leidraden en voorschriften uitgegeven waarin te vinden is hoe met verschillende aspecten van ontwerp en toetsing omgegaan moet worden. Voor het beheer en onderhoud geeft de Stichting Toegepast Onderzoek Waterbeheer (STOWA) ondersteuning.
Sinds de inwerkingtreding van de Wet op de Waterkering in 1996 dienen alle waterschappen en andere beheerders van dijken en kunstwerken langs de grote rivieren, de kust, het IJsselmeer en het Markermeer hun dijken elke vijf jaar te beoordelen, de zogeheten veiligheidstoetsing. De eerste toetsingsronde liep van 1996 tot en met 2001 en is in 2003 door het Ministerie van Verkeer en Waterstaat gerapporteerd aan de kamers van de Staten-Generaal.
Het ministerie constateerde dat circa 15% (549) van de 3558 km primaire waterkering niet voldeed aan de gestelde eisen. Van een groot deel van deze dijken was dit al bekend en waren versterkingen in voorbereiding.
Een eerste actie van de TAW was dat zij de kwaliteit van de 3200 km primaire dijken in kaart bracht; in augustus 1993 bracht zij rapport uit over de belangrijkste 1730 km (van de 14.000 km) strekkende secundaire dijken. Van dat deel keurde de commissie 156 km af.
Sindsdien is de vijfjaarlijkse toetsing op veiligheid van de primaire waterkeringen tweemaal uitgevoerd: in 2001 en in 2006. Hieruit bleek dat een beperkter deel niet voldeed aan de wettelijke norm. 